# 泰诺大头蛙
泰诺大头蛙（学名：Limnonectes taylori）一种分布于泰国、老挝、缅甸、越南及中国云南省等地区的两栖动物，隶属于叉舌蛙科大头蛙属。

## 形态特征
泰诺大头蛙体型中等，雄蛙体长46～93毫米，雌蛙体长40～62毫米。身体背部呈棕色，混有黑色斑点；腹部乳白色，有黑棕色斑点。